# Соломонов, Иосиф Викторович
Иосиф Викторович Соломонов (6 июня 1986) — российский футболист, защитник.

## Биография
Воспитанник дагестанского футбола. Выступал за «Анжи-Бекенез», «Машук-КМВ», «Зенит» (Пенза). В составе «Машука» провёл один матч в первом дивизионе России. В 2011 году сыграл два кубковых матча в составе «Дагдизеля».
В 2009 году принимал участие в Маккабиаде в составе российской сборной.
Летом 2011 года перешёл в латвийский клуб «Юрмала-ВВ». Дебютный матч в чемпионате Латвии сыграл 28 августа 2011 года против «Вентспилса». Всего принял участие в 5 матчах и забил один гол — в своей последней игре 5 ноября 2011 года в ворота «Юрмалы».